# Christian Rahn
Christian Rahn (ur. 15 czerwca 1979 w Hamburgu) – niemiecki piłkarz występujący na pozycji obrońcy. Obecnie jest zawodnikiem SpVgg Greuther Fürth.

## Kariera klubowa
Rahn karierę rozpoczynał w klubie Altona 93. W 1994 roku trafił do FC St. Pauli. W sezonie 1996/1997 został włączony do jego pierwszej drużyny. 24 maja 1997 w przegranym 0:6 meczu z VfL Bochum zadebiutował w Bundeslidze. Na koniec sezonu 1996/1997 zajął z klubem 18. miejsce w lidze i spadł z nim do 2. Bundesligi. Wówczas powrócił do juniorskiej ekipy St. Pauli. Do jego pierwszej drużyny ponownie został przesunięty w sezonie 1999/2000. W sezonie 2000/2001 awansował wraz z zespołem do Bundesligi. 4 sierpnia 2001 w zremisowanym 1:1 pojedynku z VfL Wolfsburg zdobył pierwszą bramkę w Bundeslidze.
Latem 2002 roku odszedł do innego pierwszoligowego zespołu - Hamburgera SV. Pierwszy ligowy mecz zaliczył tam 11 sierpnia 2002 przeciwko Hannoverowi 96 (2:1). W HSV Rahn grał przez 2,5 roku. Zagrał tam w sumie w 46 ligowych meczach i strzelił w nich 8 goli. W styczniu 2005 trafił do drugoligowego 1. FC Köln. W sezonie 2004/2005 wywalczył z nim awans do ekstraklasy. W 1. FC Köln spędził jeszcze jeden sezon.
W 2006 roku podpisał kontrakt z drugoligową Hansą Rostock. W sezonie 2006/2007 awansował z nią do ekstraklasy, ale po roku powrócił z klubem do 2. Bundesligi. W styczniu 2009 został graczem innego drugoligowca - SpVgg Greuther Fürth.

## Kariera reprezentacyjna
W reprezentacji Niemiec Rahn zadebiutował 9 maja 2002 w wygranym 7:0 towarzyskim meczu z Kuwejtem. Do 2004 roku w drużynie narodowej zagrał 5 razy. Od tego czasu znajduje się poza kadrą.